# Ruta Estatal de Nueva York 373

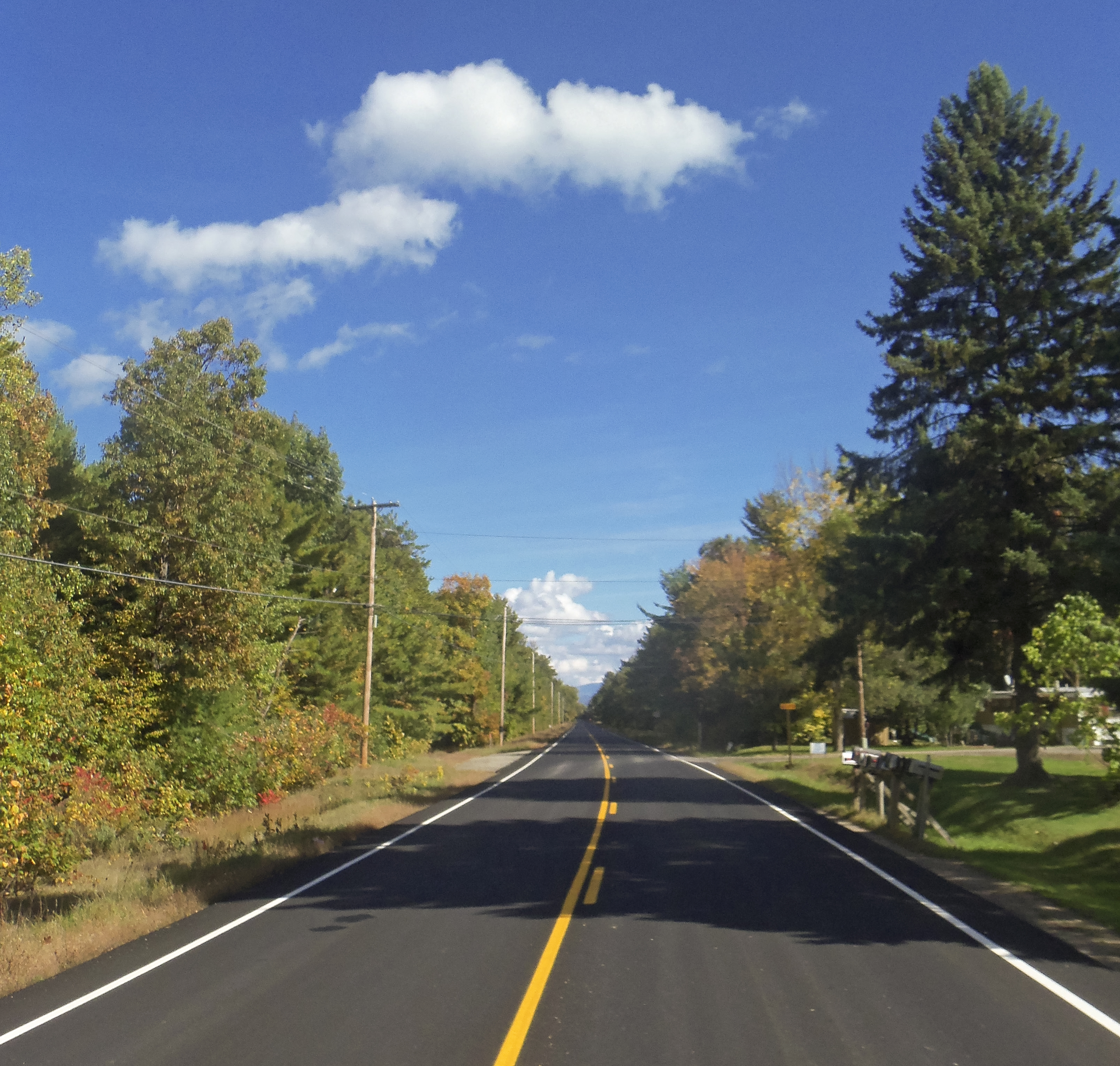
Vista hacia el este de la NY 373 desde cerca del camping de Bolton Acres

La ruta estatal 373 de Nueva York (NY 373) es una pequeña autopista del condado de Essex, Nueva York, dentro del parque estatal de Adirondack. Comienza en la ruta estadounidense 9 (US 9) y se dirige 
hacia el este, terminando en un muelle para ferris del lago Champlain. Atraviesa dos rutas del mencionado condado, múltiples carreteras locales y una ruta de referencia (la NY 912 T) que la conecta con la US 9. La NY 373 es la única conexión entre la US 9 y el poblado de Port Kent, incluyendo el ferri que llega hasta él.
El poblado de Port Kent y la carretera que lo conecta a la US 9 fueron construidos originalmente en 1823. Se pretendía que el poblado proporcionara mano de obra para la producción de hierro y cubriera, así, las necesidades industriales del condado de Essex. El poblado creció y, finalmente, se unió a Burlington, en Vermont, a través de una línea de ferri de una hora de duración a través del lago Champlain. El camino que accedía a Port Kent comenzaba, originalmente, Keeseville, pero se convirtió, durante la década de los años 30 del siglo XIX, en parte de la autopista de peaje de Port Kent y Hopkinton. La autopista hoy en día conocida como NY 373 fue también designada como parte de la autopista internacional Theodore Roosevelt en 1919.
Cuando la NY 373 fue asignada en 1930, una pequeña parte de ella era mantenida por el pueblo de Chesterfield. Esta actividad se pasó al estado de Nueva York durante un cambio de mantenimiento en el condado de Essex en 1985.

## Descripción de la Ruta
La NY 373, localizada por completo dentro del parque estatal de Adirondack, comienza en la US 9 en el Ausable Chasm, un profundo cañón cubierto por un bosque en el pueblo de Chesterfield. La ruta se interseca con la NY 912 T, su conector meridional a la US 9, a unos 160 m. La NY 373 continúa más allá conectando con la ruta del condado 71 (CR 71) antes de girar en dirección este-sureste, al llegar ligeramente al norte del río Ausable. Entonces la autopista se interseca con la CR 17 y múltiples otras carreteras y gira finalmente en dirección este-noreste.
La ruta pasa entonces al sur de un campo de golf y entra en Port Kent, donde se interseca con calles locales, la mayoría de las cuales permite el acceso a casas y negocios. La autopista gira hacia el norte poco después, cruza unas vía ferroviarias mantenidas por la Canadian Pacific Railway y la estación Port Kent Amtrak, hace un giro de 180 grados y finaliza en el muelle para ferris de la línea Burlington-Port Kent Ferry.
La línea de ferris de Burlington—Port Kent Ferry conecta la NY 373 y el poblado de Port Kent con la ciudad de Burlington, en el estado de Vermont. Esta línea, una de las tres que cruzan el lago Champlain, es la más larga al cruzar a lo largo de la parte más ancha del lago. La mantiene la Lake Champlain Transportation Company, y está abierta durante todo el año, con la excepción del invierno.

## Historia

### Port Kent y la autopista inicial hacia Keeseville
En 1823, se fundó una empresa para establecer un asentamiento y un muelle de pesca enfrente de la ciudad de Burlington, Vermont, en el lago Champlain para ayudar al crecimiento de las fábricas de hierro y facilitar la incorporación de la mano de obra local en el condado de Essex. La recién fundada empresa adoptó el nombre de Port Kent y situó el nuevo poblado al norte de Trembleau Point. El alineamiento original de lo que hoy en día es la NY 373 comenzó como un camino para acceder a Port Kent desde la aldea vecina de Keeseville.
La NY 373 se encuentra, en su totalidad, dentro del parque Adirondack, un área protegida mantenida por el estado de Nueva York. El parque Adirondack se creó en 1880 debido a las preocupaciones sobre la tala de árboles en la zona. Aunque la tala era una parte sustancial de la economía neoyorquina, se alzaron protestas en el periódico The New York Times y en otros medios en contra de la total deforestación de montañas y áreas salvajes. La opinión pública se opuso firmemente a  la tala en los primeros años de la década de los 80 del siglo XIX, y el parque terminó creánose en 1885. Fue la primera reserva forestal estatal de Estados Unidos. El parque se protegió aún más en 1894 cuando se añadió una cláusula a la constitución del estado de Nueva York que prohibía la venta de madera procedente de parques estatales.

### Antiguas carreteras y su designación
El 16 de abril de 1827, se encargó a un equipo de tres topógrafos determinar el trazado de una nueva autopista que partiera desde Hopkinton, un pueblo del condado nororiental de St. Lawrence County, y terminara en el lago Champlain. La tarea duró 26 días, después de los cuales se determinó que la autopista se encontraría con el lago Champlain en Fort Kent. Una ley que autorizaba la construcción de la autopista fue aprobada por las cámaras legislativas del estado de Nueva York el 18 de abril de 1829. Dicha ley asignaba al proyecto 38.500$ (equivalentes a 865.889$ en 2017).

La autopista, de 75 millas (120,7 km), se abrió en 1833 como la  autopista de peaje llamada  Port Kent and Hopkinton Turnpike. La autopista tenía un único control de peaje, situado, aproximadamente, en el centro de la ruta. Dos años más tarde, los concesionarios de la autopista pidieron permiso al estado de Nueva York para reemplazar el control único por dos controles en los extremos opuestos de la autopista, cada uno recolectando la mitad del peaje. Los concesionarios creían que el cambio en el emplazamiento de los controles de peaje tendría como resultado unos mayores ingresos, permitiéndoles continuar con el mantenimiento de la autopista. Si bien el cambio se aprobó, la autopista de peaje se disolvió tres años más tarde, el 30 de marzo de 1838, transfiriéndose su mantenimiento a los pueblos a los que daba acceso.

En 1919 se estableció la Theodore Roosevelt International Highway, una de las auto trails (red de carreteras señalizadas como tales para ayudar a los conductores en los primeros tiempos del automóvil) que cruzaba Estados Unidos de este a oeste, extendíendose desde la ciudad de Portland,  en el estado de Oregón, hasta  la ciudad homónima en el estado de Maine. Dicha auto trail incluía la mencionada autopista de peaje de Port Kent y Hopkinton y continuaba en el estado de Vermont a través de ferri del lago Champlain.
En 1930, la nueva numeración de las autopistas estatales del estado de Nueva York asignó la práctica totalidad de la autopista entre los poblados de Ausable y Port Kent a la NY 373, quedando la pequeña porción de dicho trayecto situada al este de Lake Street, una calle del poblado de Port Kent, fuera del trazado. El 1 de abril de 1985, el mantenimiento de esta pequeña porción del mencionado trayecto se transfirió desde el pueblo de Chesterfield al estado de Nueva York como parte de una transferencia de las competencias de mantenimiento de carreteras entre el condado de Essex y el estado de Nueva York.